# Château Musar
Шато Мусар - ліванська виноробня в Газірі, Ліван, за 24 км  на північ від столиці Бейруту.  
Виноград Мусар росте в родючій сонячній долині Бекаа на висоті 1000 м над рівнем моря,  розташований 40 км на схід від Бейрута.

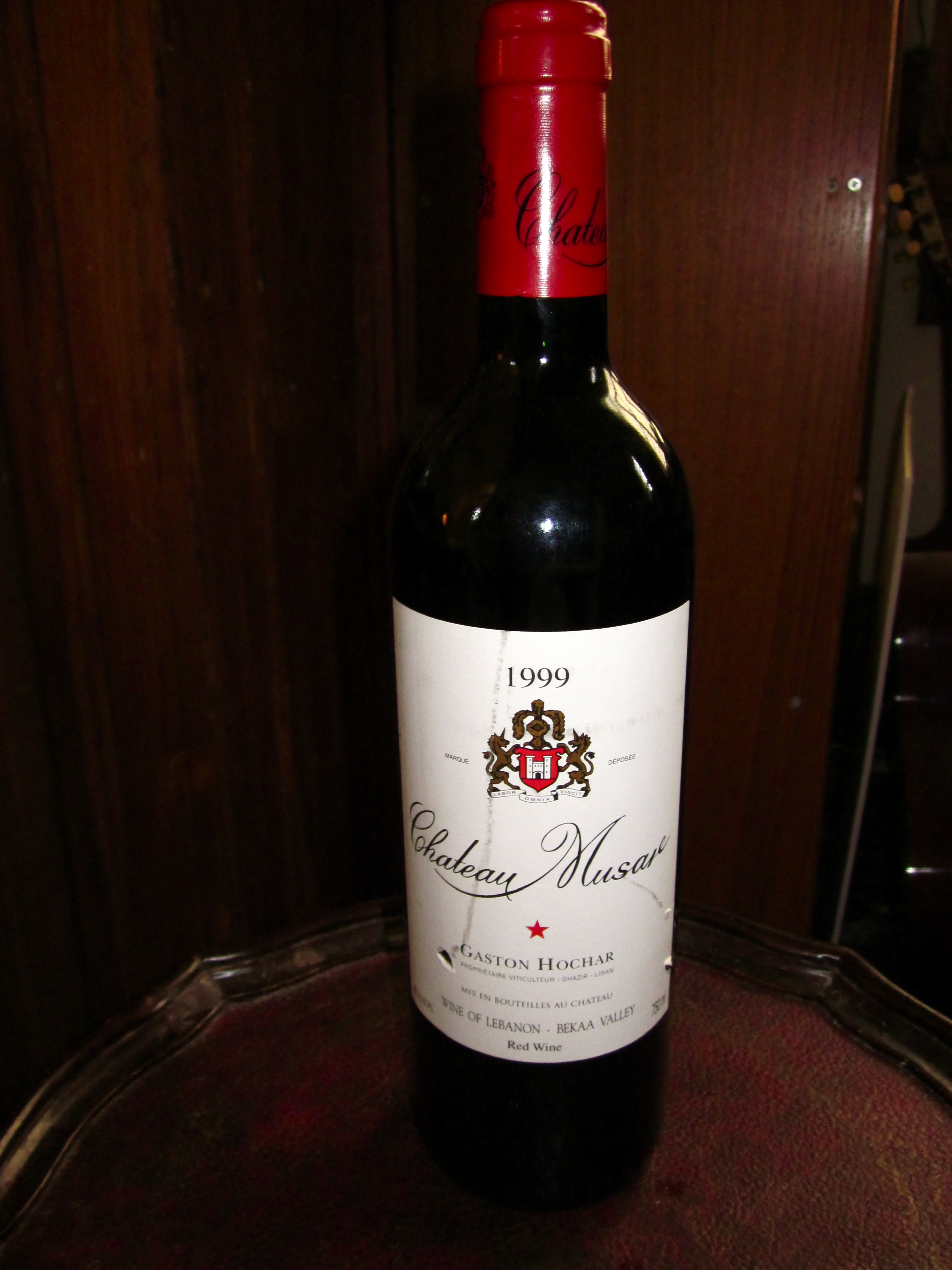
Пляшка Шато Мусар 1999

## Історія
Створений винзавод Гастоном Хочаром у 1930 році після повернення з Бордо.     Сини Гастона Хочара  Рональд та Серж Хочари продовжили його роботу. Серж керував маєтком з 1959 р. до своєї смерті в 2014 р., а Рональд Хочар взяв на себе обов'язки відділу маркетингу та фінансів з 1962 р.   Зараз Гастон Хочар відповідає за повсякденне функціонування винзаводу, а Марк Хочар - за комерційні аспекти винзаводу. 
Серж Хочар у 1959 році  закінчив навчання виноробству в Енологічному університеті в Бордо, під керівництвом Жана Рібера і Еміля Пейно і стаd виноробом Шато Мусар. 
Вихід Мусара на міжнародний ринок відбувся на Бристольському винному ярмарку 1979 року. Аукціоніст і дегустатор Майкл Бродбент та журналіст Роджер Восс визнали Мусара 1967 як "відкриття ярмарку". 
В Шато виробляють вино щороку, незважаючи на війну в Лівані та часті напруження, а працівники іноді працюють в умовах високого ризику.      1992 року виробництво червоного шато-мусар  було розсекречене через слабкий урожай. 
Вино Мусара вважають унікальним,  хоча іноді його і порівнюють з вином Бордо,  вином Рона  чи вином Бургундії.   Завдяки філософії виноробства Сержа Хочара, його урожай суперечливий. 
За даними Spirit Trade Review & Harpers Wine, Серж Хочар загинув наприкінці грудня 2014 року в аварії на плаванні у Мексиці.

## Виробництво
Найвідоміше червоне вино виготовляється з винограду Каберне Совіньйон, Каріньян,  Гренаш ,Сінсо та Мурведр у різних кількостях щороку.  Біле ж вино виготовляють з Obaideh (споріднених з Шардоне ) та Merwah (споріднених з Sémillon ). Обидва вина містять класичний бордоський виноград, але вони дуже різні, оскільки виготовляються в натуральному винному стилі зі значними варіаціями пляшок. Вина, як червоні так і білі, з віком покращуються,  .
Вони виробляють також  виноградне вино хочар, яке схоже на червоний мусар, але має дуб, витриманий лише 9 місяців. Його можна пити молодим, як і асортимент Cuvée Musar, який виробляється як червоне, біле так і рожеве.   Зазвичай це приблизно вдвічі дешевше, ніж звичайний замок Мусар. Розпочали також виробництво ресторанного асортименту Musar Mosaic та вина з їх молодшого винограду Musar Jeune.